# ハル (DD-7)
|          |                                                   |
| 艦歴     |                                                   |
| 発注     |                                                   |
| 起工     | 1899年2月22日                                     |
| 進水     | 1902年6月21日                                     |
| 就役     | 1903年5月20日                                     |
| 退役     | 1919年7月7日                                      |
| その後   | 1921年1月5日に売却                                |
| 除籍     | 1919年9月15日                                     |
| 性能諸元 |                                                   |
| 排水量   | 408トン                                           |
| 全長     | 248 ft 8 in (75.79 m)                             |
| 全幅     | 24 ft 6 in (7.47 m)                               |
| 吃水     | 6 ft (1.8 m)                                      |
| 機関     |                                                   |
| 最大速   | 29ノット (54 km/h)                                |
| 乗員     | 士官、兵員73名                                    |
| 兵装     | 3インチ砲2門、 6ポンド砲5門 18インチ魚雷発射管2門 |

ハル (USS Hull, DD-7) は、アメリカ海軍の駆逐艦。ベインブリッジ級駆逐艦の7番艦。艦名はアイザック・ハル代将に因む。

## 艦歴
ハルは1899年2月22日にデラウェア州ウィルミントンのハーリン・アンド・ホリングワース社で起工する。1902年6月21日にメイベル・ハル（ハル代将の子孫）によって進水し、1903年5月20日に艦長S・S・ロビンソン大尉の指揮下就役した。
就役後2年間、ハルはニューポート沖およびチェサピーク湾で偵察と訓練に従事した。1905年の1月から4月までカリブ海で巡航した後、ペンシルベニア州のリーグ島に帰還し、9月30日に予備役となる。
ハルは1906年11月14日にフィラデルフィアで再就役し、艦隊と共にキューバ水域で冬季演習に参加した。ニューポート沖での作戦活動後、1907年10月にノーフォークに帰還し、グレート・ホワイト・フリートの世界巡航参加のための準備を行う。ハルは護衛艦として12月2日に出航し、南米および中央アメリカの多くの港に停泊、戦艦部隊と共に南米を周航し、1907年4月28日にサンディエゴに到着した。ハルは西海岸で艦隊から分離し、艦隊は世界巡航を継続した。その後は1908年8月24日までサンフランシスコ近辺に留まり、続いて南太平洋に向かう。ハルはハワイ海域およびサモア海域で様々な訓練に参加し、11月にサンディエゴに帰還した。
第一次世界大戦前、ハルはカリブ海での偵察と訓練演習に従事し、1912年10月30日に退役、メア・アイランドの予備役水雷戦隊入りし、その後は時折カリフォルニア州の港に訓練巡航を行った。1917年4月にアメリカ合衆国が参戦すると、ハルはメア・アイランド海軍造船所で再就役し、4月25日に他の駆逐艦と共にパナマ運河地帯へ向かう。その後3ヶ月間を同地域の偵察に従事し、7月26日にノーフォークに向けて出航、東海岸での偵察および護衛任務に従事した。続く数ヶ月間、ハルはバミューダへ向かう船団を護衛し、艦隊の他の艦と共に演習を行った。1918年6月にドイツ潜水艦U-151によって沈められた商船の乗組員を救助した。ハルは戦争の終了までこの重要な巡航任務を継続した。
ハルは1919年1月29日にフィラデルフィアに到着し、7月7日に退役した。その後1921年1月5日にフィラデルフィアのジョセフ・G・ヒトナーに売却された。